# 5 do 12
5 do 12 (engl. Five Minutes to Twelve) je srpski kratkometražni film iz 2013. Režiser filma je Ilija Dodić, a glavne uloge tumače Natalija Radić, Andrija Čolić, Milena Novaković i Vanja Todorović. Film govori na temu neželjene maloletničke trudnoće u Srbiji.Film je osvojio prvo mesto na festivalu kratkometražnog filma Tik-Tak Fest 2013.

## Spoljašnje veze
- Five Minutes to Twelve na sajtu  (jezik: engleski)